# Civil Georgia
Civil Georgia (georgiska: სივილ ჯორჯია, Sivil Dzjordzjia) är en Tbilisibaserad gratis nyhetstjänst på internet som drivs av den georgiska icke-statliga organisationen "The UN Association of Georgia". Tjänsten stöds av United States Agency for International Development, Friedrich Ebert-stiftelsen och den schweiziska agenturen för utveckling och samarbete. Dessa tre täcker tillsammans 98% av webbsidans utgifter. Webbplatsen startades i juli 2001 och den är trespråkig då det finns georgiska, engelska samt ryska språkversioner av webbplatsen. Civil Georgia har sedan starten reguljärt publicerat nyheter och analytiska artiklar om den georgiska politiken och det sociala livet i Georgien. 
Per januari 2009 hade Civil Georgia 10 000 dagliga besökare på sin webbplats.
I augusti år 2008 låg Civil.Ge tillfälligt nere då webbplatsen attackerades av ryska hackare i inledningen av kriget i Georgien 2008.